# Paratrimma urospila
Paratrimma urospila és una espècie de peix de la família dels gòbids i de l'ordre dels perciformes.

## Hàbitat
És un peix marí, de clima subtropical i demersal que viu entre 0-10 m de fondària.

## Distribució geogràfica
Es troba al Pacífic sud-oriental: Illa San Félix (Xile).

## Observacions
És inofensiu per als humans.